# Anotogaster
Genre
Anotogaster est un genre de libellules de la famille des Cordulegastridae (sous-ordre des Anisoptères, ordre des Odonates).

## Systématique
Le genre Anotogaster a été créé par Edmond de Sélys Longchamps en 1854.

## Liste d'espèces
Selon BioLib (29 décembre 2020) :
- Anotogaster antehumeralis Lohmann, 1993
- Anotogaster basalis Selys, 1854
- Anotogaster chaoi Zhou, 1998
- Anotogaster cornutifrons Lohmann, 1993
- Anotogaster gigantica Fraser, 1924
- Anotogaster gregoryi Fraser, 1924
- Anotogaster klossi Fraser, 1919
- Anotogaster kuchenbeiseri (Förster, 1899)
- Anotogaster myosa Needham, 1830
- Anotogaster nipalensis (Selys, 1854)
- Anotogaster sakaii Zhou, 1988
- Anotogaster sapaensis Karube, 2012
- Anotogaster sieboldii (Selys, 1854)
- Anotogaster xanthoptera Lohmann, 1993